# 鶴見線
鶴見線（日语：／ Tsurumi sen */?）是由以下路線構成，屬於東日本旅客鐵道（JR東日本）的鐵路線（幹線）。
- 神奈川縣橫濱市鶴見區鶴見站起至神奈川縣川崎市川崎區扇町站的本線[1]
- 神奈川縣橫濱市鶴見區淺野站起分支至海芝浦站的支線[1]
- 神奈川縣川崎市川崎區武藏白石站（運行上為安善站，詳細（後述）起分支至大川站的支線[1]

## 概要
全線所有車站根據旅客營業規則設有大都市近郊區間的「東京近郊區間」、特定都區市內制度的「橫濱市內」車站，另外全線都包括在IC乘車卡「Suica」的首都圈地域內。

## 路線資料
- 路線距離（營業距離）：
  - 東日本旅客鐵道（第一種鐵道事業者）
    - 鶴見－扇町 7.0公里[1]
    - 淺野－海芝浦（海芝浦支線） 1.7公里[1]
    - 武藏白石－大川（大川支線） 1.0公里[1]
      - 大川支線的正式起點為武藏白石站，但大川支線在武藏白石上沒有月台，因此必須前往安善站轉乘本線。

  - 日本貨物鐵道（第二種鐵道事業者）：
    - 淺野－扇町（4.0公里）
    - 淺野－新芝浦（0.9公里）
    - 武藏白石－大川（1.0公里）
- 軌距：1067毫米
- 站數：13（包括起終點站）
  - 若只限屬於鶴見線的車站，排除屬於東海道本線的鶴見站、屬於東海道本線支線的濱川崎站[2]則為11個。
- 複線路段：鶴見－濱川崎、淺野－新芝浦
  - 除此以外，濱川崎－扇町段的鶴見線為電車線與貨物線並行雙單線（單線並列（日语：単線並列））路段。
- 電氣化路段：全線（直流1500V）
- 閉塞方式：（複線）自動閉塞式
- 保安裝置：ATS-PN
- 最高速度：85公里/小時
- 運轉指令所（日语：運転指令所）：鶴見營業所（鶴見－安善、淺野－海芝浦：CTC）
  - 安善－扇町的運轉取扱為安善站、濱川崎站、扇町站，武藏白石站的信號設備由安善站控制。

全線由JR東日本橫濱支社管轄。

### 過往103系列車所採用的顏色方向幕
|  |  |  |
|  |  |  |
|  |  |  |

## 運行形態

### 客運
所有班次均為普通列車，各站停車，並以鶴見站為起點。路線多途經工業地帶，只有弁天橋站以東及安善站北側有較多的住宅地，因此路線乘客多為往返各工場的從業員，班次也十分懸殊，由鶴見開出的班次，上、下繁忙時段最密可以相隔5-7分開出一班；而非繁忙時間時，則多為20分鐘1班；至於另一端的總站，扇町站平日開出的班次為15-30分鐘一班、假日為20-60分鐘一班（但10時至16時卻為約2小時才一班）；海芝浦支線為每日30-60分鐘一班（但11時至17時同樣為2小時才一班）、大川支線則平日只開9班、六、日及假期只開3班，平日班次更只限於7時-9時及17時-20時提供。
由1994年12月3日的時間表改正起，把星期六及假日時間表統一；此外，海芝浦站也會因應特殊情況，安排臨時加班列車行駛。個別列車晚間會於鶴見站及弁天橋站留置。

### 貨運
沿線因臨近京濱工業地帶，有不少的工場設立，因而造就了不少的貨物列車運行。例如扇町站主要運送藥品及煤（前往秩父鐵道三尻線的三尻站）、安善站則負責運送駐日美軍橫田空軍基地的煤油。
大川支線曾有液氯及小麥麵粉的罐車，但已分別於2008年及1997年起不再運行。
海芝浦支線方面，現時並沒有定期列車運行，但新芝浦的東芝則會有不定期特大貨物列車運行，載運變壓器等大型貨物。

### 票務事宜

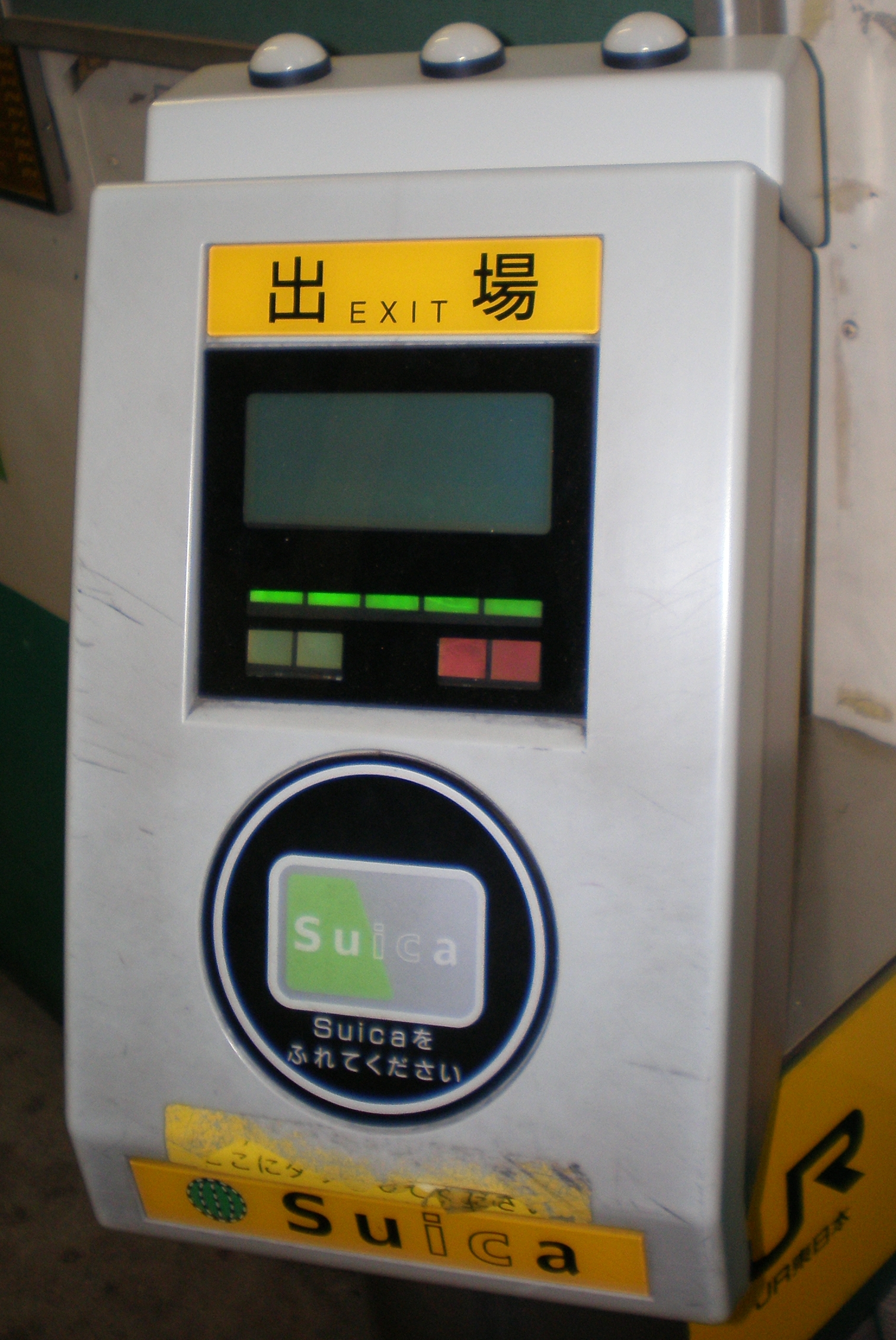
濱川崎站設置出場用簡易的Suica改札機

1971年日本國鐵進行了大規模的人手精簡改革（稱為車站合理化），鶴見線內除鶴見站，其餘車站一律改為無人站。而鶴見站亦增設了有職員駐守的轉乘通道，乘客如由京濱東北線轉乘鶴見線，須先經過轉乘通道以確認是否須另行補票；至於由濱川崎站的南武支線轉乘的乘客，則透過下車時向車掌出示車票確認或進行補票。這樣的制度一直至各站増設了簡易自動售票機及Suica簡易感應器後才陸續取消。

## 歷史
- 1926年：

- 3月10日：鶴見臨港鐵道濱川崎～弁天橋、大川支線分岐點～大川的貨物線開業，開設弁天橋站、淺野站、安善町站、武藏白石站（初代）、濱川崎站及大川站共6站。國鐵列車亦由濱川崎站駛入。
- 4月10日：石油支線分岐點 - 石油間貨物運輸開業。石油站（即後來的濱安善站）開業。

- 1928年8月18日：路線由濱川崎伸延至扇町。扇町站開業[5]。
- 1929年：

- 3月14日：淺野～濱川崎間開設「渡田站」。

- 1930年：

- 4月1日：路線改以公里表示，（弁天橋～扇町 2.9M→4.8km、石油支線分岐點～石油 0.7M→1.0km、大川支線分岐點～大川 0.7M→1.4km）。
- 10月28日：全線電氣化，並開設增設客運服務。路線由弁天橋伸延至鶴見（臨時車站），加設鶴見臨時站、本山站、國道站、安善通站4站。
- 11月15日：提出將第1代武藏白石站廢站。

- 1931年：

- 2月1日：濱川崎～扇町間增設「海川崎站」。
- 3月20日：海川崎～扇町間增設「昭和站」。
- 5月30日：海川崎站改稱「若尾站」。
- 6月14日：鶴見臨時站遷移，增距0.1km。
- 7月25日：第2代武藏白石站開業。大川支線起點由安善通站改為武藏白石站，距離減0.6km。
- 8月15日：武藏白石 - 渡田間增設「海水浴前臨時站」。
- 12月8日：安善通～石油間增設「安善橋站」。

- 1932年：

- 6月10日：芝浦製作所開設專用線，淺野～新芝浦間開業。開設「末廣站」及新芝浦站。
- 6月15日：提出海水浴前臨時站昇格為全年服務。

- 1934年12月23日：鶴見站遷至永久站房，與國鐵鶴見站同站，距離增程0.1km乘入。
- 1935年（昭和10年）3月4日認可 - 末広停留場廢止。

- 10月21日：海水浴前站降格，回復為臨時站。
- 12月1日：弁天橋～鶴見川口新貨物支線開通 (1.2km)，新設鶴見川口站。

- 1936年：

- 3月17日：第2代武藏白石站昇格為正式車站。
- 7月16日：海水浴前臨時站第2度升格為車站。
- 12月8日：新設工業學校前站。

- 1938年12月25日：安善通～石油間客運廢止。安善橋站廢站[11]。
- 1940年11月1日：芝浦製作所專用線由新芝浦伸延至海芝浦站[12]。
- 1941年6月25日：海水浴前站廢站。
- 1942年12月11日：本山站廢站。
- 1943年7月1日：鶴見臨港鐵道被「戰時買收私鐵」規定而國有化，改稱為鶴見線。「工業學校前站」改為「鶴見小野站」，「安善通站」為「安善站」に、「石油站」改稱「濱安善站」。安善町站、渡田站、若尾站廢站。鶴見川口站支線之起點改由淺野站起計算。
- 1948年5月1日：架線電壓600V昇壓至1500Vに。
- 1971年3月1日：鶴見站除外，全線無人化。
- 1972年：採用72系（日语：国鉄72系電車）列車。
- 1979年12月4日：開始採用101系（日语：国鉄101系電車）列車。
- 1980年：72系撤退。
- 1982年11月15日：貨運支線淺野～鶴見川口間 (2.4km) 廢止。鶴見川口站廢站。淺野～新芝浦間之貨運廢止。
- 1986年11月1日：貨運支線安善～濱安善間 (1.1km) 廢止。濱安善站廢站。淺野～安善間之貨運廢止。
- 1987年4月1日：國鐵分割民營化後由東日本旅客鐵道繼承。日本貨物鐵道作為淺野～扇町、淺野～新芝浦間、武藏白石～大川間的第二種鐵道事業者。
- 1990年8月2日：開設採用103系列車。
- 1992年：101系撤退。
- 1996年3月15日：首都圈最後之舊型電車日本國鐵12系電力動車組（日语：国鉄モハ12形電車）最後營業日。並於翌日（16日）於大川支線的武藏白石站通過。
- 2004年8月25日：開始採用205系列車。
- 2005年12月17日：因機件故障，103系列車引退（官方正式引退日期為2006年3月17日）。
- 2008年10月25日 - 12月7日：部份站房臨時擺放多件現代藝術作品。
- 2010年10月30日 - 10月31日：為慶祝客運開業80周年，加開臨時列車[13]。
- 2011年10月1日 - 2012年1月9日：增設鶴見線全線、南武線濱川崎支線及部份其他區間1日自由乘車劵，成人售價為400日圓、小童為200日圓。
- 2023年12月24日 - 引入新型車輛E131系 1000番台。
- 2024年3月16日-8編組E131系全部引進。205系定期運結束。全線單人駕駛。

## 車站列表
- 所有車站均於神奈川縣內。此外，所有車站均屬於特定都區市內制度下的「橫濱市內」。
- 接續路線：東日本旅客鐵道與東京急行電鐵的路線名為運行系統上的名稱或通稱（與正式路線名不同）。若站名不同則以⇒顯示站名。*為貨物線（沒有定期旅客營業）
- ◆・◇：貨物取扱站（◇為沒有定期貨物列車到發）
- 所有列車各站停車。但是，大川站到發的列車通過武藏白石站。支線到發的列車全數與本線（鶴見、弁天橋方向）直通運行。
- 軌道 …  ∥：複線路段、｜：單線路段（不可進行列車交會）、∨：此起往下為單線

| 車站編號 | 中文站名 | 日文站名 | 英文站名 | 站間營業距離 | 鶴見起計營業距離 | 接續路線、備註                                                             | 軌道 | 所在地       |
| -------- | -------- | -------- | -------- | ------------ | ---------------- | -------------------------------------------------------------------------- | ---- | ------------ |
| JI 01    | 鶴見     |          |          | -            | 0.0              | 東日本旅客鐵道： 京濱東北線（JK15） 京濱急行電鐵： 本線 ⇒ 京急鶴見（KK29） | ∥    | 橫濱市鶴見區 |
| JI 02    | 國道     |          |          | 0.9          | 0.9              |                                                                            | ∥    | 橫濱市鶴見區 |
| JI 03    | 鶴見小野 |          |          | 0.6          | 1.5              |                                                                            | ∥    | 橫濱市鶴見區 |
| JI 04    | 弁天橋   |          |          | 0.9          | 2.4              |                                                                            | ∥    | 橫濱市鶴見區 |
| JI 05    | 淺野     |          |          | 0.6          | 3.0              | 東日本旅客鐵道：海芝浦支線                                                 | ∥    | 橫濱市鶴見區 |
| JI 06    | 安善◆    |          |          | 0.5          | 3.5              | 東日本旅客鐵道：大川支線（轉乘站）                                         | ∥    | 橫濱市鶴見區 |
| JI 07    | 武藏白石 |          |          | 0.6          | 4.1              | （與大川支線的實際分岐站，但不能轉乘）                                     | ∥    | 川崎市川崎區 |
| JI 08    | 濱川崎◆  |          |          | 1.6          | 5.7              | 東日本旅客鐵道： 南武支線（JN54）、*東海道本線貨物支線（東海道貨物線）     | ∨    | 川崎市川崎區 |
| JI 09    | 昭和     |          |          | 0.7          | 6.4              |                                                                            | ｜   | 川崎市川崎區 |
| JI 10    | 扇町◆    |          |          | 0.6          | 7.0              |                                                                            | ｜   | 川崎市川崎區 |

### 海芝浦支線
- 所有車站均於橫濱市鶴見區內。

| 車站編號 | 中文站名 | 日文站名 | 英文站名 | 站間營業距離 | 鶴見起計營業距離 | 接續路線、備註         | 軌道 | 所在地       |
| -------- | -------- | -------- | -------- | ------------ | ---------------- | ---------------------- | ---- | ------------ |
| JI 05    | 淺野     |          |          | -            | 3.0              | 東日本旅客鐵道：鶴見線 | ∥    | 橫濱市鶴見區 |
| JI 51    | 新芝浦◇  |          |          | 0.9          | 3.9              |                        | ∨    | 橫濱市鶴見區 |
| JI 52    | 海芝浦   |          |          | 0.8          | 4.7              |                        | ｜   | 橫濱市鶴見區 |

### 大川支線
| 車站編號 | 中文站名 | 日文站名 | 英文站名 | 鶴見起計營業距離 | 接續路線、備註           | 軌道 | 所在地       |
| -------- | -------- | -------- | -------- | ---------------- | ------------------------ | ---- | ------------ |
| JI 06    | 安善     |          |          | 3.5              | 東日本旅客鐵道：鶴見線   | ∥    | 橫濱市鶴見區 |
|          | 武藏白石 |          |          | -                | （大川站到發的列車通過） | ∨    | 川崎市川崎區 |
| JI 61    | 大川◇    |          |          | 5.1              |                          | ｜   | 川崎市川崎區 |

1. ↑  鶴見站在正式路線名稱上為東海道本線車站，同線的貨物線（東海道貨物線、品鶴線、南武線支線、武藏野線）有許多分支，與鶴見線軌道的連繋不記於表中。

### 車站命名
當鶴見臨港鐵道開業時，由於途經的土地大都未有地名，因此在設站時，部份站名以當時的企業家或持有土地業權者的姓名來命名，當中包括有：
- 鶴見小野站：當地的大地主小野信行；
- 淺野站：淺野集團及鶴見臨港鐵道創立者，首位近代的日本實業家淺野總一郎；
- 安善站：安田集團創立者，安田善次郎；
- 武蔵白石站：日本鋼管創立者，淺野總一郎的女婿白石元治郎；
- 大川站：有「日本製紙大王」之稱的大川平三郎；
- 扇町站：以淺野總一郎的扇形家紋而命名；

至於其他車站名稱，則以當時附近的設施或建築物而命名：
- 國道站：附近剛好為國道15號；
- 昭和站：附近為昭和電工扇町工場；
- 石油站：附近為石油精製廠；
- 新芝浦站、海芝浦站：車站用地為芝浦製作所所擁有
- 工業學校前站（鶴見小野站舊稱）：鄰近鶴見工業高等學校
- 大山站：附近為禪宗5大支派中的曹洞宗的大本山總持寺的所在地。

### 廢除路段
（）內是起點起計的營業距離
- 淺野站（0.0公里）－鶴見川口站（日语：鶴見川口駅）（2.4公里）
- 安善站（0.0公里）－濱安善站（日语：浜安善駅）（1.0公里）

往鶴見川口站的支線的線形與淺野站至鶴見小野站的本線並行，向南方行至該站相鄰的折返處。

### 廢站
廢除路段的車站除外。（貨）是貨物專用站，（臨）是臨時站。
- 本線（括弧內是鶴見站起計的營業距離）
  - 本山停留場（日语：本山駅 (神奈川県)）：1942年廢除，鶴見站－國道站間（0.5公里）
  - （貨）安善町站：1943年廢除，安善站－武藏白石站間（3.8公里）
  - （貨）武藏白石站：1930年廢除，安善站－現在的武藏白石站間（4.4公里）
  - （臨）海水浴前站：1941年廢除，武藏白石站－濱川崎站間（4.7公里）
  - 渡田站：1943年廢除，武藏白石站－濱川崎站間（5.2公里，現在的濱川崎站鶴見線月台）
  - 若尾停留場：1943年廢除，濱川崎站－昭和站間（6.0公里）
- 海芝浦支線
  - 末廣停留場：1935年廢除，淺野站－新芝浦站間（淺野站起計0.2公里）
- 石油支線
  - 安善橋停留場：1938年廢除，安善站－濱安善站間（安善站起計0.4公里）

鶴見站與國道站之間在鶴見站一方跨過東海道本線的橋樑有月台痕跡，此為已廢除的本山站痕跡。月台跡的高架橋下は舊鶴見臨港鐵道的源流之一巴士事業用作川崎鶴見臨港巴士的車庫，以前更是出了名橫斷距離長的總持寺平交道所在地。

### 過去的接續路線
- 渡田站：鶴見臨港鐵道軌道線（日语：海岸電気軌道）

## 車輛

### 旅客列車

#### 現在使用車輛
弁天橋車站構內車庫之鶴見線營業所。弁天橋電車區之稱，1988年車輛配置中原電車區統合。
- E131系1000番台
  - 2023年12月24日開始使用

#### 以前使用車輛
- 72系（1972年 - 1980年1月）
- 101系（1980年 - 1992年5月）
  - 本車輛方向幕之顏色分別開始。
- 103系（1990年8月2日 - 2006年3月17日）
- 205系1100番台（2004年 - 2024年2月）

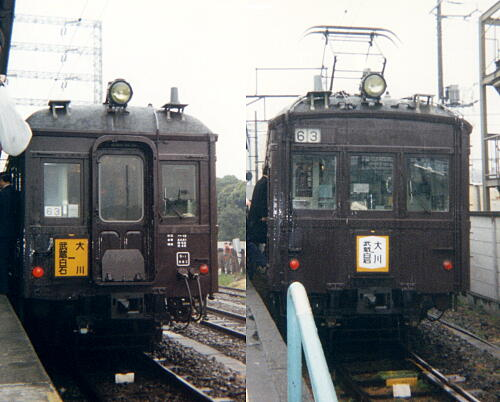
クモハ12形 左側後方部之前面，右側前方部之前面（1996年攝影）
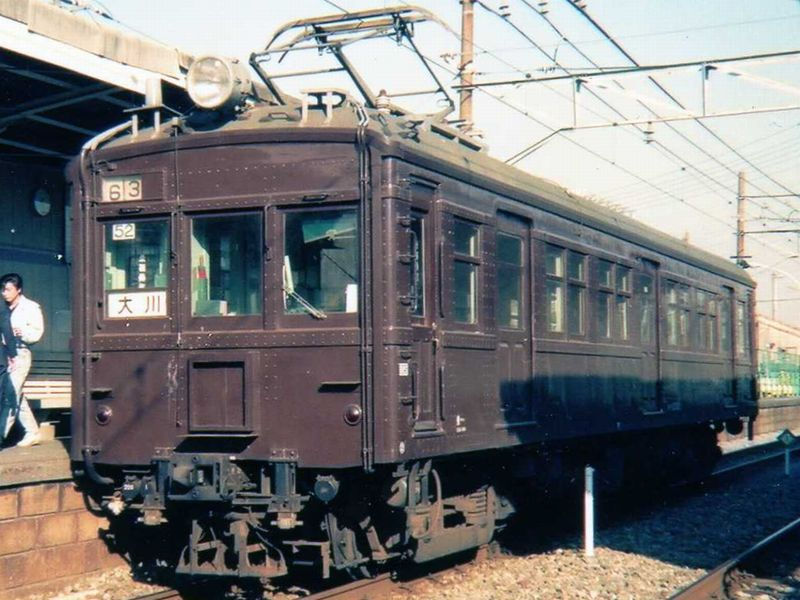
クモハ12形（武藏白石車站約1990年12月攝影）
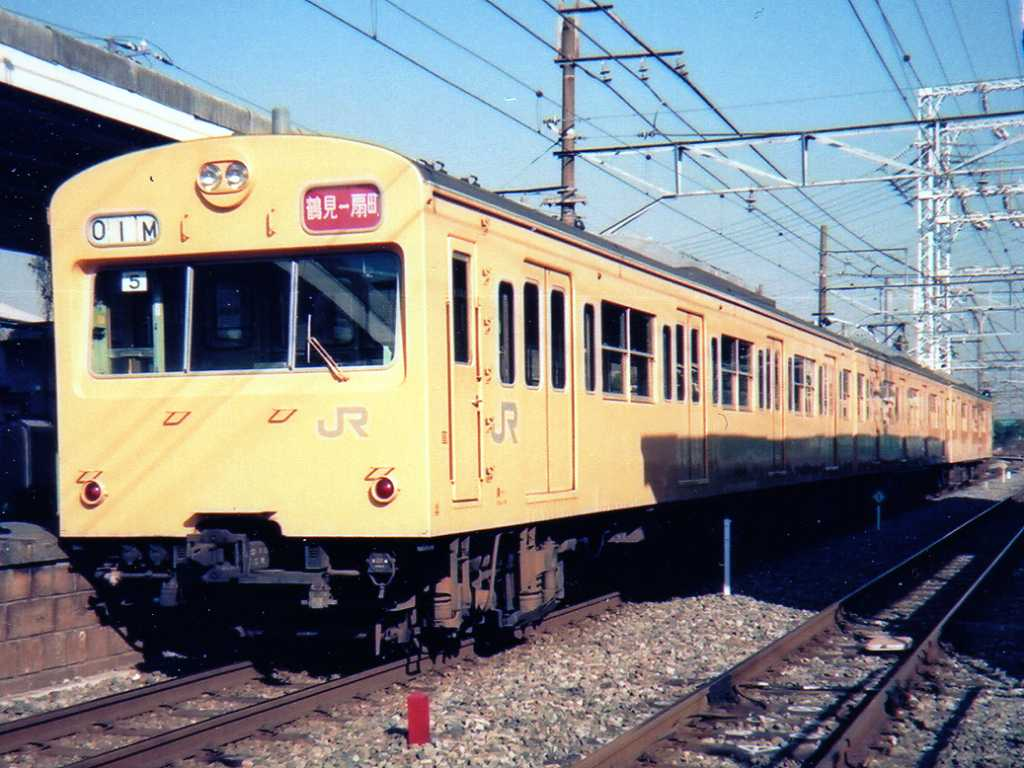
101系冷房改造車（武藏白石車站約1990年12月攝影）
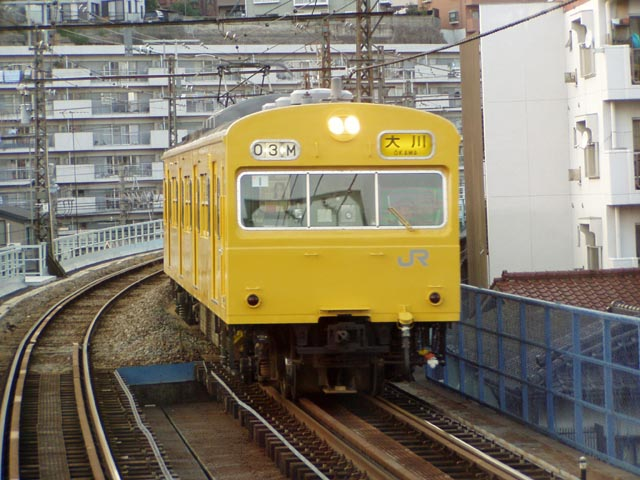
103系低運車（2003年攝影）
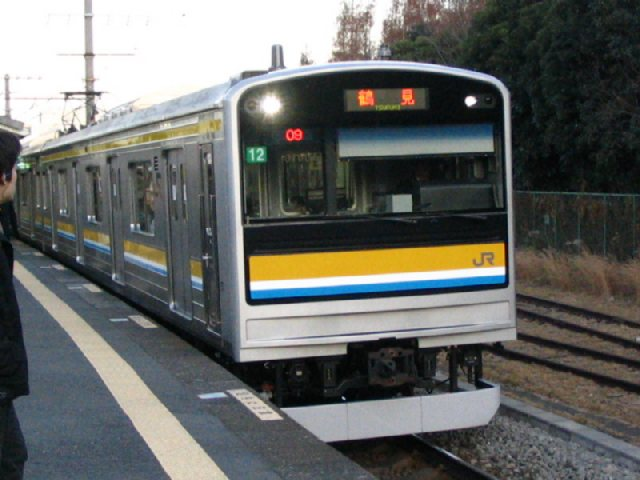
205系1100番台（弁天橋車站2004年12月23日撮影)

### 貨物列車
- EF65型（濱川崎 - 扇町間）
- DE10型（安善 - 濱川崎 - 扇町間、大川支線）

## 外部連結
- JR東日本（页面存档备份，存于）

## 關連項目
- 日本鐵路線列表
- 日本鐵路運輸
- 鶴見線物語